# Anarawd ap Rhodri
Anarawd ap Rhodri (muerto c. 916) fue rey de Gwynedd y se le menciona como "Rey de los Britanos" en los Annales Cambriae.
El padre de Anarawd, Rhodri el Grande, por conquista y herencias, se había convertido en el gobernante de la mayor parte del norte de Gales. Aun así, bajo ley galesa estaba obligado a dividir sus tierras entre sus hijos capacitados a su muerte en medio de una invasión merciana alrededor de 878. Anarawd, el mayor, retuvo la propiedad principal en Aberffraw y el trono de Gwynedd. Sus hermanos Cadell y Merfyn recibieron grandes propiedades, que incluían los reinos de Ceredigion y Powys, respectivamente. Por ello, una de las Tríadas galesas registra a los hermanos como los "Tres Príncipes con Diadema de la Isla de Gran Bretaña". (Su cuarto hijo, Tudwal el Cojo, era aparentemente demasiado joven para la división inicial.)
Los hermanos cooperaron estrechamente contra los gobernantes de los reinos menores restantes de Gales. Etelredo II de Mercia invadió Gwynedd alrededor 881 y los anales saludaron su derrota en Cymryd en la Batalla del Conwy como Dial Rhodri: "la venganza del dios para Rhodri". Tudwal era suficientemente mayor para participar en esta batalla, pero su minusvalía le hacía poco apropiado para el mando según la visión galesa.
Mientras Cadell se volvía contra su hermano Merfyn, creando el reino que más tarde haría grande Hywel el Bueno, Anarawd hizo una alianza con el rey danés en York en un intento de protegerse contra más ataques mercianos. Después de aquella alianza resultara poco satisfactoria, llegó a un acuerdo con Alfred el Grande de Wessex, al que visitó en su corte. Recibió honores y regalos de los sajones y Alfredo fue testigo en su confirmación. Según Asser, Anarawd utilizó a sus nuevos aliados sajones para ayudar en repeler un asalto de sus antiguos aliados daneses alrededor de 894 y para asolar las tierras de Cadell en Ceredigion y Ystrad Tywi el año siguiente. Alrededor de 902, un ataque en Anglesey por los daneses de Dublín dirigido por Ingimundr fue rechazado. Anarawd murió c. 916, siendo sucedido por su hijo Idwal Foel.

## Lectura complementaria
- «The 'Six' Sons of Rhodri Mawr: A Problem in Asser's Life of King Alfred». CMCS 4: 5-18. 1982. : 5@–18.

- Datos: Q486165